# Haval Dagou
Haval Dargo (на внешнем рынке — Haval Dargo и Haval Big Dog) — компактный кроссовер с кузовом в стиле неоретро, выпускавшийся с 2020 года компанией Haval — внедорожным подразделением Great Wall Motors.

## История
Модель была впервые представлена 24 июля 2020 года на автосалоне в Чэнду.
Название выбиралось голосованием в китайском мессенджере WeChat, лидером стал вариант «Да гоу» (кит. 大狗, дословно — «большая собака»).
Над дизайном работал Филл Симмонс, бывший главный дизайнер экстерьера компании Land Rover, с 2018 года ставший шеф-дизайнером Haval.
Автомобиль поступил в продажу в Китае летом 2020 года в версии с передним приводом с мотором объёмом 1,5 литра, с начала 2021 года добавилась полноприводная версия с мотором объёмом 2.0 литра. Цена в диапазоне 119—162 тыс. юаней, что эквивалентно 1,4—1,9 млн рублей.

### В России
Выход модели на российский рынок был анонсирован презентацией в Сочи в апреле 2021 года когда были представлены два похожих автомобиля с ретро-мотивами во внешности: Haval Dagou и Tank 300.
Летом 2021 года модель проходила сертификацию для получения ОТТС. В апреле 2022 года выпуск модели начат на заводе компании в Туле.

## Продажи в России
| Год  | Продажи |
| 2024 | 23 123  |

## Технические характеристики
Кузов — несущий (не рамный) построенный на новой платформе B30, спереди — стойки McPherson, сзади — многорычажная подвеска.
Двигатель: на выбор два бензиновых турбированных мотора — 4-цилиндровый мотор GW4B15A объёмом 1,5 литра мощностью 159 л. с. или мотор GW4N20 объёмом 2.0 литра мощностью 192 л. с.
Привод: в версии с мотором 1,5 литра — передний, а в версии с мотором 2,0 литра — полный, с блокировкой заднего дифференциала ( только в версии Дарго-Х)